# Oliva di Anagni
Oliva di Anagni (Anagni, 4 aprile ... – Anagni, 3 giugno 492) è venerata come santa dalla Chiesa cattolica.
Oliva, vergine, insieme a Secondina, Aurelia e Neomisia forma il gruppo delle quattro sante anagnine.

## Biografia
Oliva nacque in Anagni da nobili genitori; destinata da questi, a nozze e non desiderandole, consacrò la sua verginità a Dio, rifugiandosi nel monastero delle Benedettine di Anagni. Dopo una vita di digiuni e sofferenze ma venendo gratificata con frequenza da visioni celesti morì, il 3 giugno 492.

## Culto
È commemorata il 3 giugno ad Anagni (FR), a Castro dei Volsci (FR) e a Pontecorvo (FR); inoltre, è patrona di Trivigliano (FR), festeggiata l'11 giugno, e di Cori (LT), che la festeggia il 1º agosto.
La più antica testimonianza del culto è rintracciabile in un'epigrafe di consacrazione dell'altare a lei dedicato in Anagni da Anacleto II (Pietro Pierleoni, 1130-1138), antipapa, il 7 settembre 1133 nell'omonima chiesa fatta costruire da Giovanni da Patrica (poi abbattuta nel 1564 per far posto alla costruzione di un bastione fortificato). La chiesa di santa Oliva in Anagni è attestata in un documento del 1256, mentre di una chiesa a lei intitolata in Trivigliano si hanno notizie fin dal 1295. Anche a Castro dei Volsci esiste una parrocchiale dedicata a Sant'Oliva (in stile barocco, ma ricostruita più volte) che pare risalga al XII secolo, e inoltre a Cori esiste ancora una chiesa a lei dedicata.
Altre notizie storiche sul culto si hanno nei primi anni del secolo XVIII, quando l'abate Michele Antonio Hacki del monastero cisterciense di Oliva, nella diocesi di Włocławek chiese al vescovo di Anagni una reliquia della santa; aperta l'urna cineraria di marmo di epoca romana (con sopra scritto: HIC REQ(UI)ESCIT S(AN)C(T)A OLIVA) che conservava le spoglie, il vescovo estrasse parte di un braccio della vergine e lo inviò all'abate. Il braccio ricompare anche nel rito di Trivigliano: la sera del 10 giugno, dopo la funzione in chiesa, la processione popolare segue la lignea "Macchina di Sant'Oliva" e il sacerdote che porta la reliquia del "braccio di Sant'Oliva". Nella mattina dell'11 la processione si ripete.